# Ноллвуд (Іллінойс)
Ноллвуд (англ. Knollwood) — переписна місцевість (CDP) в США, в окрузі Лейк штату Іллінойс. Населення — 2121 особа (2020).

## Географія
Ноллвуд розташований за координатами 42°17′6″ пн. ш. 87°52′48″ зх. д. / 42.28500° пн. ш. 87.88000° зх. д. (42.284984, -87.880039).  За даними Бюро перепису населення США в 2010 році переписна місцевість мала площу 1,72 км², уся площа — суходіл. В 2017 році площа становила 1,56 км², уся площа — суходіл.

## Демографія
Згідно з переписом 2010 року, у переписній місцевості мешкало 1747 осіб у 668 домогосподарствах у складі 449 родин. Густота населення становила 1014 особи/км².  Було 716 помешкань (416/км²).
Расовий склад населення:
| - 85,5 % — білих - 4,8 % — азіатів - 4,2 % — чорних або афроамериканців - 3,8 % — осіб інших рас |

До двох чи більше рас належало 1,6 %. Частка іспаномовних становила 6,4 % від усіх жителів.
За віковим діапазоном населення розподілялося таким чином: 20,4 % — особи молодші 18 років, 62,5 % — особи у віці 18—64 років, 17,1 % — особи у віці 65 років та старші. Медіана віку мешканця становила 45,2 року. На 100 осіб жіночої статі у переписній місцевості припадало 90,3 чоловіків;  на 100 жінок у віці від 18 років та старших — 90,3 чоловіків також старших 18 років.
Середній дохід на одне домашнє господарство  становив 105 850 доларів США (медіана — 82 619), а середній дохід на одну сім'ю — 121 074 долари (медіана — 99 375). Медіана доходів становила 61 583 долари для чоловіків та 42 404 долари для жінок. За межею бідності перебувало 6,6 % осіб, у тому числі 5,8 % дітей у віці до 18 років та 3,0 % осіб у віці 65 років та старших.
Цивільне працевлаштоване населення становило 911 осіб. Основні галузі зайнятості: освіта, охорона здоров'я та соціальна допомога — 23,5 %, мистецтво, розваги та відпочинок — 13,5 %, науковці, спеціалісти, менеджери — 12,8 %.